# Rubus chiliadenus
Rubus chiliadenus es una especie de planta del género Rubus, perteneciente a la familia Rosaceae.

## Taxonomía
Rubus chiliadenus fue descrita por Wilhelm Olbers Focke en 1891.

## Distribución
Se encuentra en el territorio centro-sur de China.